# «Метеор» на ринге
«„Метеор“ на ринге» — советский мультфильм режиссёра Бориса Дёжкина о матчах между командами «Метеор» и «Вымпел» — на этот раз по боксу. Продолжение мультфильмов «Шайбу! Шайбу!» и «Матч-реванш».
Спортивной теме Дёжкин посвятил лучшие свои работы. Режиссёр искал сюжеты на лыжне, футбольном поле, хоккейной площадке, ринге… Различны виды спорта, но одинаковы «носатые» персонажи.

## Сюжет
Команды «Метеор» и «Вымпел» случайно встречаются в магазине «Спортивные товары». Капитан команды «Метеор» предлагает встретиться в новом матче. Капитан «Вымпела» отказывается от третьего хоккейного матча и предлагает соперникам попробовать себя в новом виде спорта — боксе. Понаблюдав за тренировкой «Вымпела», «Метеор» начинает готовиться к соревнованиям с удвоенной яростью. В итоге команды проводят серию из трёх матчей. Первый матч судья останавливает в первом раунде за явным преимуществом «Метеора»; второй матч выигрывает «Вымпел» нокаутом во втором раунде. Последними на ринг выходят капитаны команд, и нокаутом в третьем раунде побеждает капитан «Метеора». Но, фактически, побеждает в итоге дружба, так как это отражается в виде солидарного поведения капитанов и их походом (вместе с членами команды) в кафе-мороженое «Буратино».

## Создатели
| авторы сценария            | Сакко Рунге, Борис Дёжкин                      |
| режиссёр                   | Борис Дёжкин                                   |
| композитор                 | Александр Варламов                             |
| художники-постановщики     | Владимир Соболев, Борис Дёжкин                 |
| художники-мультипликаторы: | Борис Дёжкин, Виктор Арсентьев, Вадим Долгих   |
| оператор                   | Елена Петрова                                  |
| звукооператор              | Борис Фильчиков                                |
| консультант по боксу       | чемпион XVI Олимпийских игр Владимир Сафронов  |
| художники:                 | Пётр Коробаев, Эрраст Трескин, Мстислав Купрач |
| ассистенты:                | Нина Орлова, Светлана Кощеева                  |
| монтажёр                   | Татьяна Сазонова                               |
| шумовое оформление         | Александр Баранов                              |
| редактор                   | Аркадий Снесарев                               |
| директор картины           | Фёдор Иванов                                   |

- Создатели приведены по титрам мультфильма.
- В финале мультфильма звучит песня «Помоги мне, Буратино» в исполнении Раисы Неменовой (сл. Г. Бейлин, муз. В. Хвойницкий, У. Лапсинь).